# Borstbeeld van José de San Martín
Het borstbeeld van José de San Martín is een beeldhouwwerk op het Pater Weidmannplein in Paramaribo, Suriname.
Het is een geschenk van Argentinië aan Suriname en gemaakt door Miguel Ángel Villalba. Het werd op 22 juni 2017 onthuld door firstlady Ingrid Bouterse-Waldring, attaché Eduardo Acosta en Alysha Mohamed, een leerlinge van de Maretraiteschool. De ceremonie werd muzikaal bijgestaan door de muziekkapel van het leger.
José de San Martín was een Argentijns militair en staatsman en belangrijk in de revoluties in Argentinië, Chili en en Peru tegen de Spaanse overheersing in respectievelijk 1812, 1818 en 1821. Hij wordt gezien als de stichter van Argentinië.
Tijdens de ceremonie werd de San Lorenzomars gespeeld, toepasselijk verwijzend naar San Lorenzo waar De San Martín een belangrijke slag won tijdens de Argentijnse onafhankelijkheidsoorlog. De mars werd in 1901 gecomponeerd door Cayetano Alberto Silva.